# John Mercer (Chemiker)

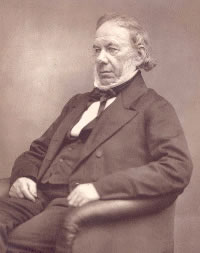
John Mercer

John Mercer (* 21. Februar 1791 in Great Harwood, Lancashire; † 30. November 1866 in Oakenshaw, Lancashire) war der Begründer des nach ihm benannten Verfahrens zur Textilveredelung, der Merzerisation.
Sein Vater, Robert Mercer, war zuerst Spinner, dann Handweber. Seine Mutter hieß Betty Clayton. Im Alter von neun Jahren füllte Mercer bereits die Kopse der Weberschiffchen für seinen Vater. Er ging nie zur Schule, ein Nachbar brachte ihm Lesen und Schreiben bei, ein Beamter die höhere Mathematik. Das Wissen über Chemie eignete er sich im Selbststudium an, indem er ab 1814 das Chemical Pocket Book von James Parkinson studierte. 1809 wurde er Lehrling in einer Textildruckerei in Oakenshaw, wurde aber aus wirtschaftlichen Gründen entlassen. Aufgrund inzwischen erfolgter Erfindungen wuchs sein Ruf und er wurde 1818 bei der Textildruckerei in Oakenshaw, die ihn vorher entlassen hatte, als Chemiker eingestellt. Er verbesserte die Indigofärberei, machte weitere Erfindungen und wurde 1825 Teilhaber. Bei der Auflösung der Firma 1848 wurde er relativ wohlhabend. Er war Juror der Great Exhibition von 1851 und 1862 und war Friedensrichter für Lancashire.  
Mercer beschäftigte sich mit dem Färben von Textilien. Er erfand zahlreiche Farbstoffe und war einer der ersten, die Photographien auf Stoff drucken konnten. Der erste von ihm gefundene Farbstoff war Antimonsulfid, mit dem man erstmals Baumwolle orange färben konnte. Daraus konnte er aber keinen finanziellen Gewinn ziehen.
1844 erfand er das nach ihm benannte Verfahren (Merzerisation), indem er durch Behandlung von Baumwolle mit Natronlauge zeigte, dass dies die Farbaufnahme erhöht und der Stoff dichter, fester und durchscheinender wird. 1851 wurde es in Großbritannien und den USA patentiert. Es setzte sich aber erst viel später durch, als durch Horace Arthur Lowe erkannt wurde, dass es zur Glanzerzeugung dienen kann.
Mercer war Mitglied in der Royal Society, der Chemical Society, der Philosophical Society.
1814 heiratete er Mary Wolstenholme (gestorben 1859), mit der er sechs Kinder hatte.